# Бјевр (Ен)
Бјевр (фр. Bièvres) насеље је и општина у североисточној Француској у региону Пикардија, у департману Ен (Пикардија) која припада префектури Лаон.
По подацима из 2011. године у општини је живело 71 становника, а густина насељености је износила 26,89 становника/km². Општина се простире на површини од 2,64 km². Налази се на средњој надморској висини од 115 метара (максималној 184 m, а минималној 82 m).

## Демографија
| 1962. | 1968. | 1975. | 1982. | 1990. | 1999. | 2011. |
| ----- | ----- | ----- | ----- | ----- | ----- | ----- |
| 31    | 61    | 64    | 65    | 84    | 76    | 71    |

График промене броја становника у току последњих година